# غوستاف بورغن
غوستاف بورغن (بالنرويجية البوكمول: Gustav Borgen)‏ هو مصور نرويجي، ولد في 10 يونيو 1865 في كريستيانية في النرويج، وتوفي بنفس المكان في 16 أغسطس 1926.